# Cidlina (nástroj)

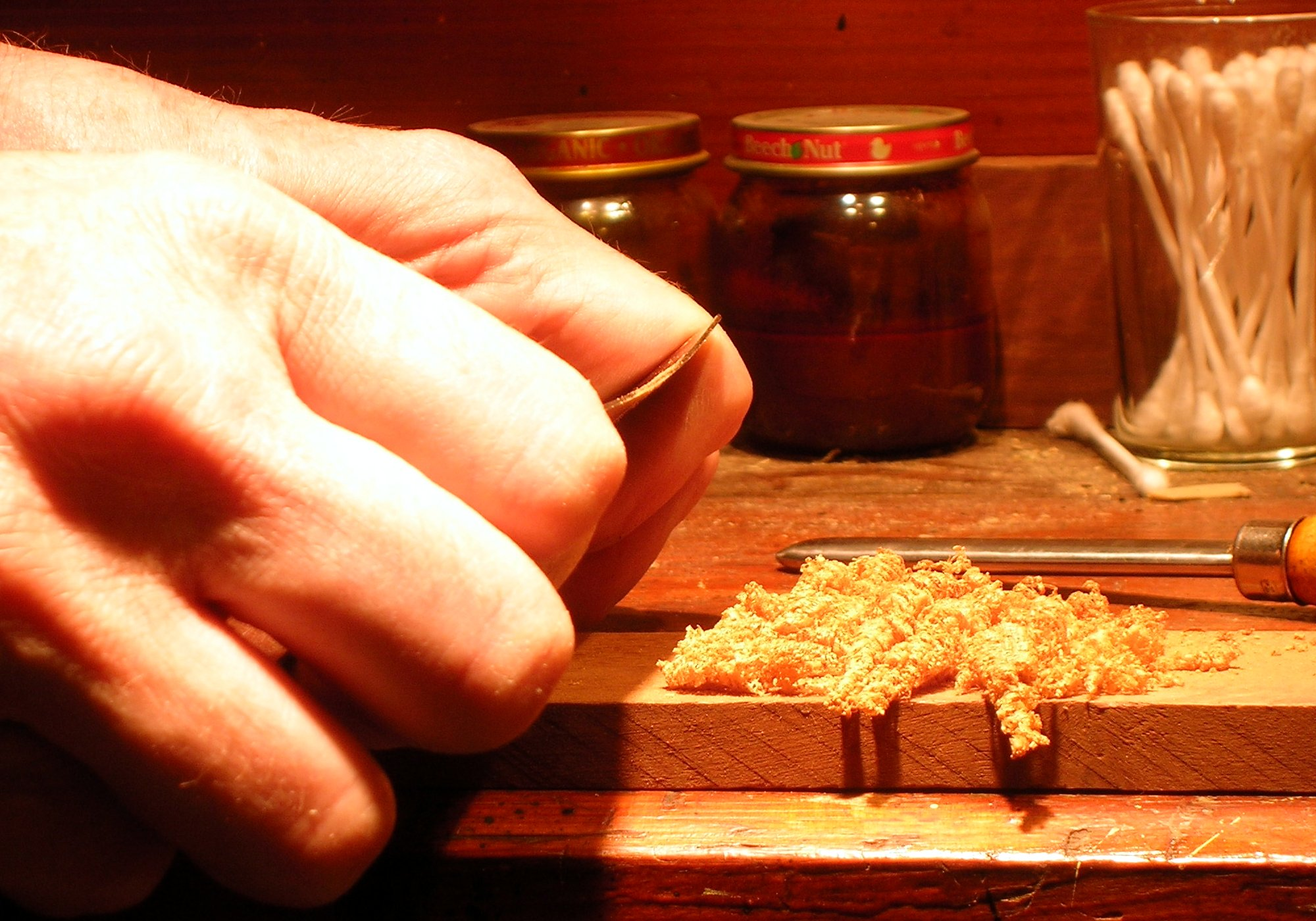
Cidlina při práci

Cidlina (původně z němčiny Ziehklinge), také známá jako truhlářská škrabka, je dřevoobráběcí tvarovací a dokončovací nástroj. Používá se pro ruční odstranění malého množství materiálu a je užitečná v místech nepravidelného rozložení letokruhů dřeva, kde by ruční hoblíky mohly způsobit vytrhnutí vláken. Cidliny jsou nejvhodnější pro práci s tvrdým dřevem, a mohou být použity místo brusného papíru. Škrábání cidlinou vytváří čistší povrch, než broušení, neucpává póry dřeva prachem a nezanechává „chlupy“ z roztrhaných vláken, i přesto, že jsou použita ta nejjemnější brusiva.

## Typy cidlin

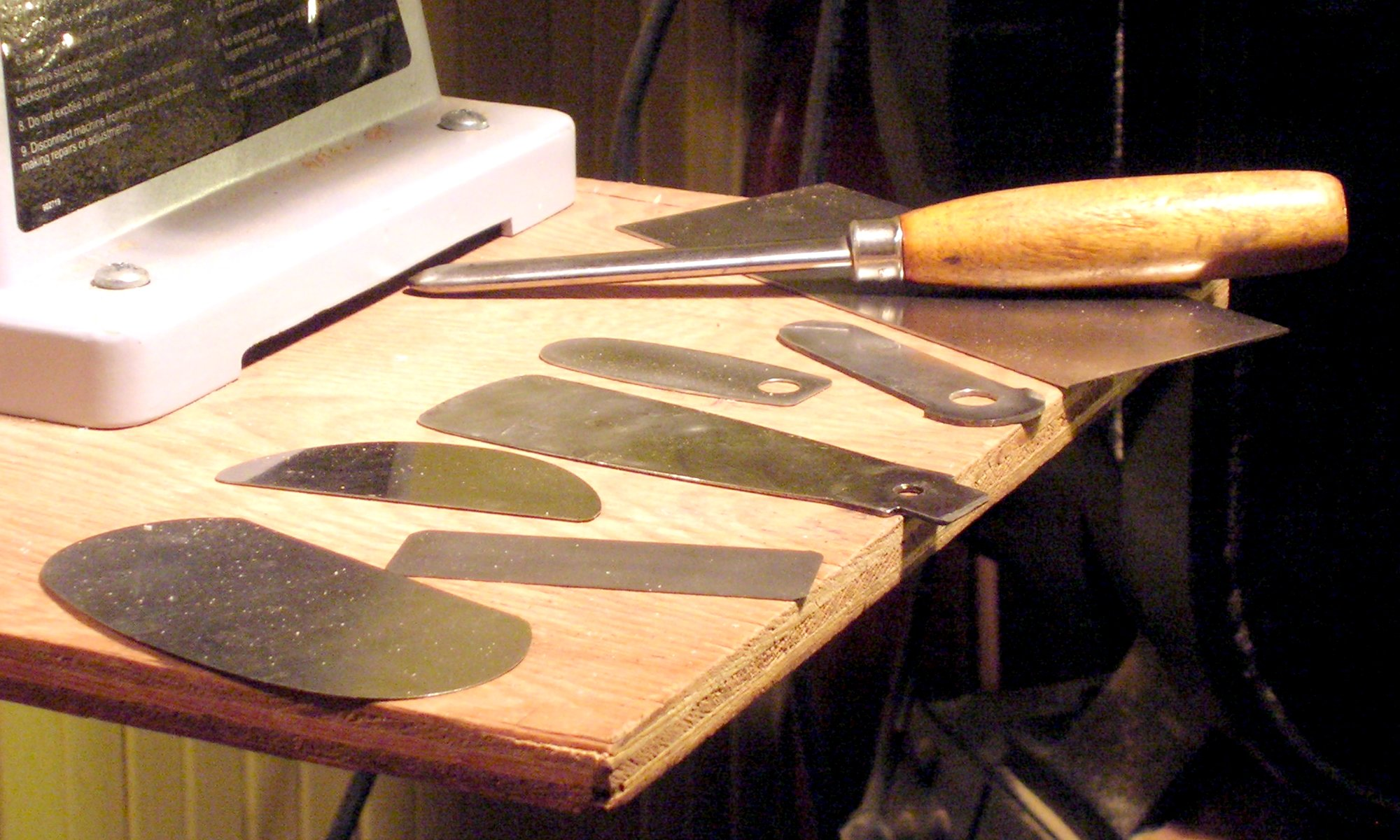
Různé tvary cidlin

Cidliny jsou k dispozici v celé řadě tvarů a velikostí, z nichž nejčastější je obdélníkového tvaru, velikosti pohlednice. Další běžný tvar je tzv. Gooseneck (anglicky) nebo Schwanenhals (německy), doslova husí krk, který má tvar připomínající křivítko a je vhodný pro škrábání zakřivených povrchů. Pro škrábání konvexních tvarů, jako jsou hmatníky houslí, se používají malé, pružné, obdélníkovité cidliny.
Cidliny jsou obvykle vyrobeny z oceli s vysokým obsahem uhlíku. Existuje mnoho výrobců, kteří dodávají cidliny v široké paletě stylů. Avšak mnoho řemeslníků dává přednost své vlastní cidlině vyrobené z použitých listů ručních pil.
Cidliny jsou někdy používány v práci s keramikou, kde mohou být náhradou za tradiční dřevěnou stěrku. Cidlina je také užitečná pro ořezávání vlhkého nebo suchého jílu.

## Ostření cidliny

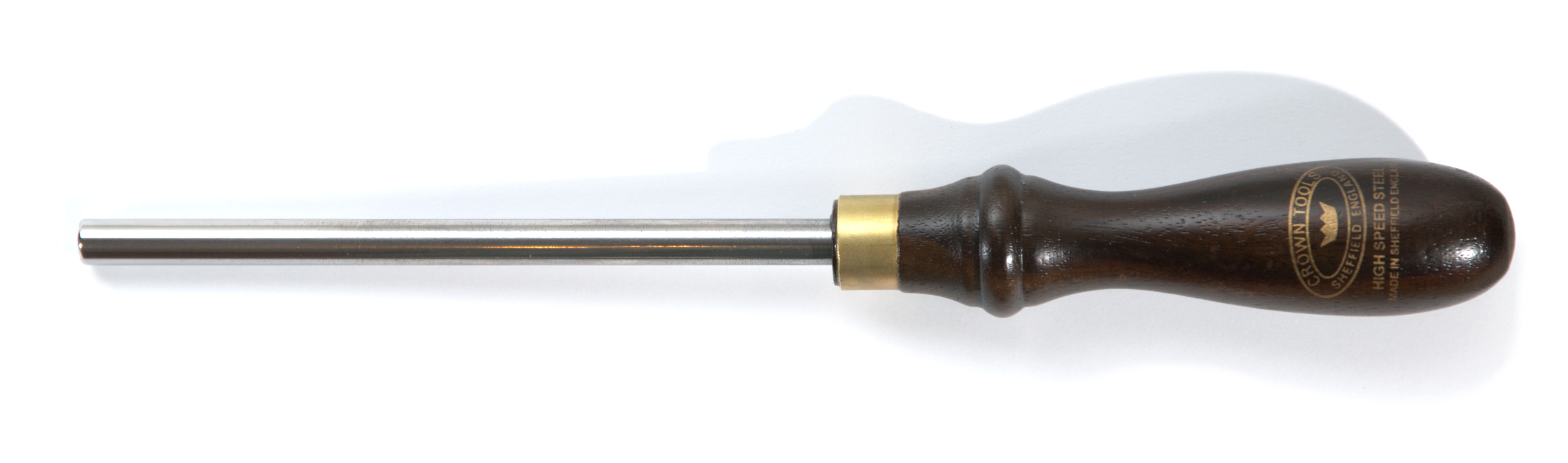
Ocílka používaná k ostření cidliny

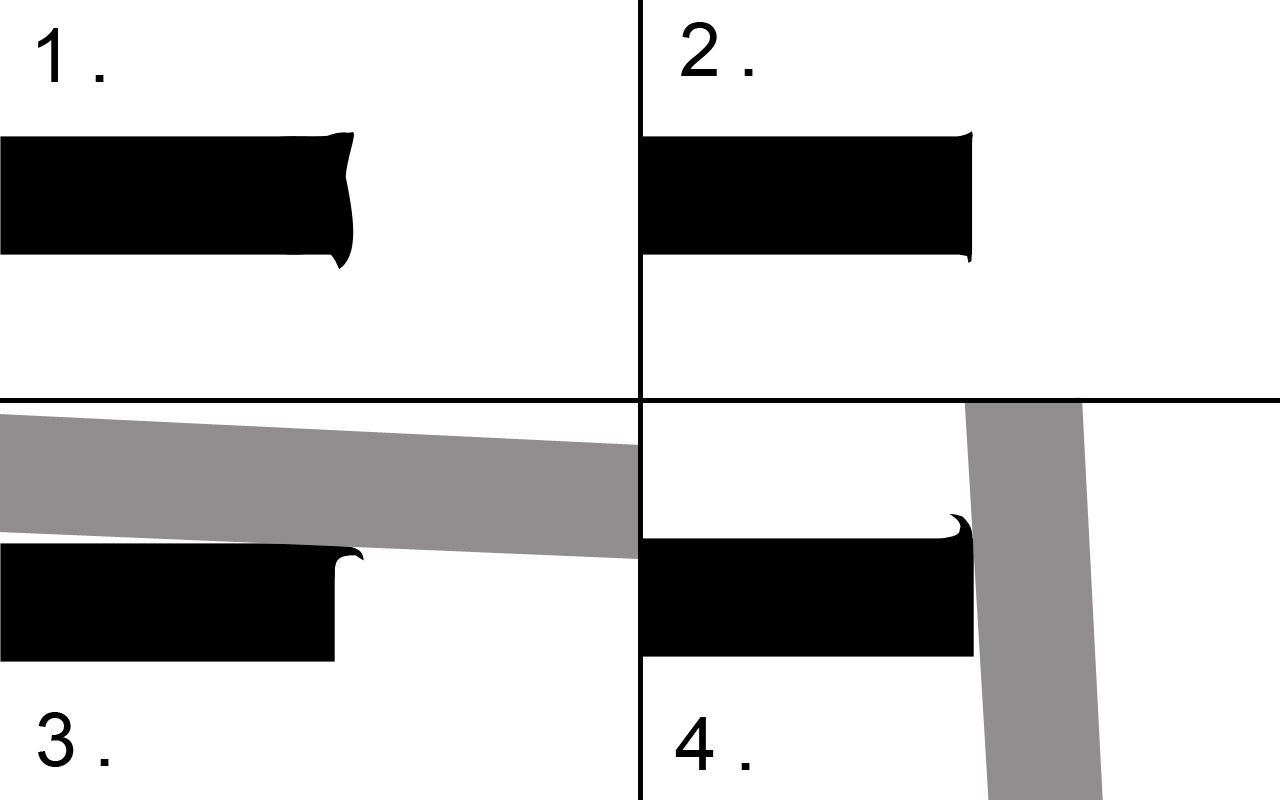
Broušení cidliny:
1. neobroušená cidlina má nepravidelný tvar hran
2. obroušení hrany a plochy na jemném brusném kameni
3. narovnání a zvětšení otřepu ve směru plochy
4. otočení a ohnutí otřepu

Hlavní část cidliny, která řeže, je otřep na hraně. Otřep na cidlině je ostrá hrana, v profilu připomínající tvar háku, která je zkroucena na okraji cidliny pomocí hladké a tvrdé ocílky tyčovitého tvaru. Pilník nebo brusný kámen se používá ke srovnání okraje cidliny před samotným ohnutím otřepu. Truhláři obvykle zbrousí hranu a plochu hrany pod pravým úhlem, což umožňuje vytvoření ostří na obou stranách. Houslaři často používají zkosené hrany, které pak vytvoří agresivnější ostří, ale pouze na jedné straně.
Existuje celá řada způsobů ostření cidliny, která se různí podle vlastní potřeby řemeslníka. Nicméně základní koncept je, že je cidlina zbroušena, tak aby hrana byla přesně hranatá, poté se ocílkou přejíždí po hraně cidliny pod mírným úhlem, dokud se nevytvoří otřep. Jiný způsob spočívá v držení ocílky na ploše cidliny, kdy se při prvním přejetí otřep nasměřuje od okraje (rovnoběžně s plochou), a ten se pak vrátí zpět tahem ocílky podél, kolmo k cidlině nebo pod mírným úhlem k ploše cidliny.
Pokud je otřep správně natočený, bude cidlina vytvářet malé hobliny podobně jako u hoblíku. Jestliže cidlina vytváří pouze prach, není dost ostrá nebo není správně používána.

## Práce s cidlinou

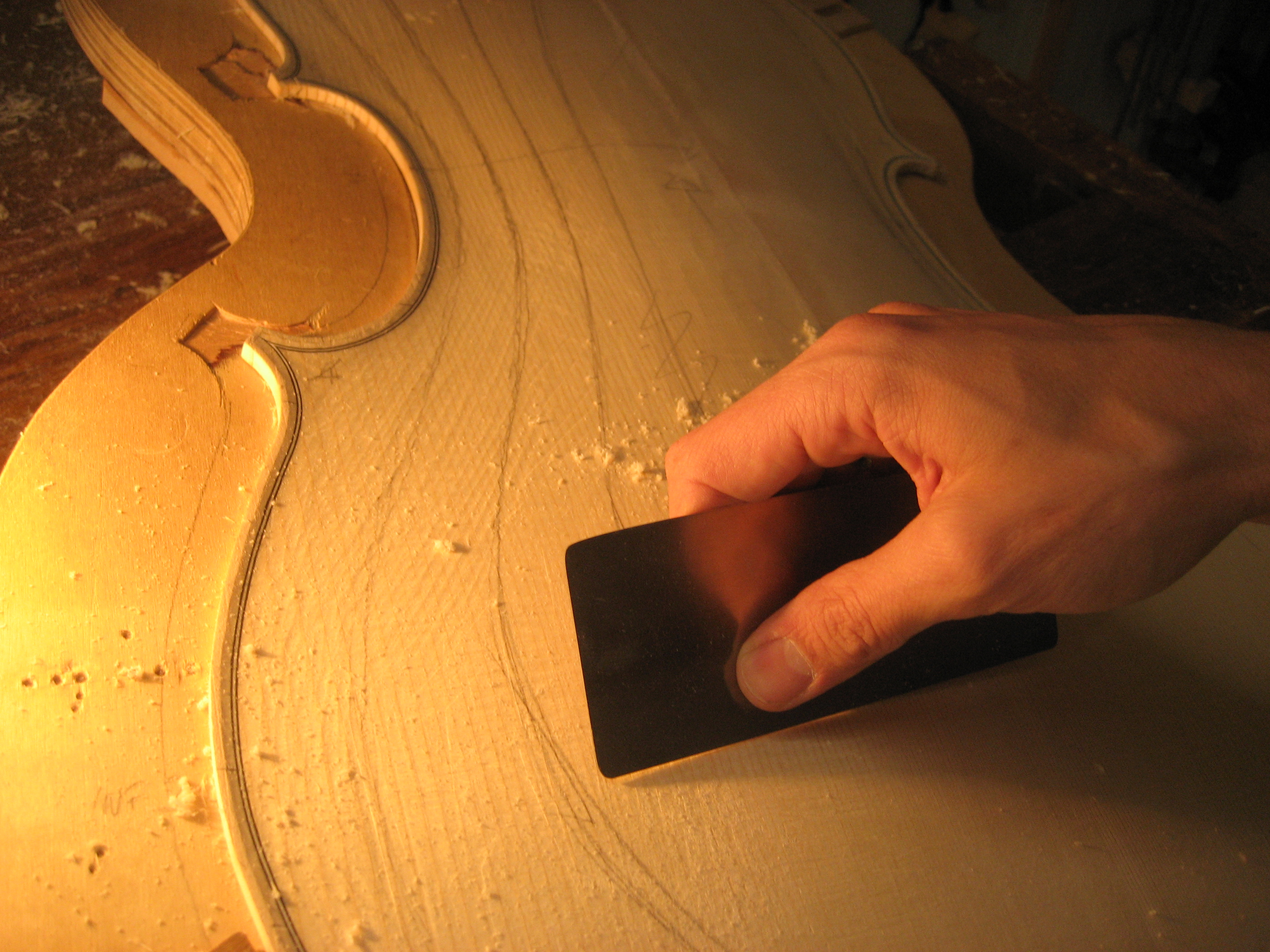
Tvarování povrchu cella

Při používání je cidlina uchopena prsty, jednou rukou na každé straně, nakloněná ve směru škrabání. Stupeň náklonu je závislý na efektivním úhlu břitu, což je otřep. V praxi je nutné najít správný úhel. Kromě sklonu, řemeslník obvykle cidlinu mírně prohne, kdy ji drží na okrajích prsty a palci stlačuje ve středu. Mírným prohnutím se docílí nadzvednutí rohů cidliny, díky čemuž se zabrání vytvoření rýh na materiálu.
Cidlinou může být škrabáno k sobě nebo od sebe, ačkoli někteří truhláři tvrdí, že taháním škrabky k sobě může způsobit, že se zpomalí, což vede k vytvoření nerovností na povrchu.
Hlavní nevýhoda cidliny je to, že její používání je závislé na dovednosti. Je potřeba zkušeností k vytvoření správného ostří. Také vzhledem k velkému tření při používání, může cidlina popálit prsty.
Tento problém odstraňuje hoblík cidlinový, tzv. škrabák, který se skládá z těla hoblíku, ve kterém je vsazena cidlina.